# 維吉尼亞州第十二騎兵團
維吉尼亞州第十二騎兵團（12th Virginia Cavalry）是美國內戰期間邦聯的一個騎兵團，人數達1,500，一直駐守在雪倫多亞谷。

## 成立
維吉尼亞州第七騎兵團（The 7th Virginia Cavalry）的指揮阿什比陣亡後，第七騎兵團中的部分騎兵被調至第十二騎兵團和維吉尼亞州第十七騎兵營（17th Battalion Virginia Cavalry）。第十二騎兵團的兩名新指揮官為Asher W. Harman和Emanuel Sipe。

## 戰場生涯
第十二騎兵團於內戰的最後三年參與了超過一百場戰役和前哨戰，其中白蘭地站之役他們取得最光輝的榮譽，其後於彼得斯堡圍城戰時，此騎兵團參與了著名且成功的牛排突襲（Beefsteak Raid），緩和了城中守兵的飢餓。
1865年4月，第十二騎兵團與李將軍來到阿波馬托克斯郡府（Appomattox Court House），在其率領下，這騎兵團為戰事作了南軍的最後一擊，全體衝擊敵陣；兩小時後，李將軍投降，邦聯敗亡。